# حمام گرم دره
حمام گرم دره مربوط به دوره قاجار است و در شهرستان سامان، بخش زاینده‌رود، دهستان هوره، روستای گرم دره، خیابان امام واقع شده و این اثر در تاریخ ۷ خرداد ۱۳۸۷ با شمارهٔ ثبت ۲۲۹۶۳ به‌عنوان یکی از آثار ملی ایران به ثبت رسیده است.